# Oenothera wolfii
Oenothera wolfii là một loài thực vật có hoa trong họ Anh thảo chiều. Loài này được (Munz) P.H. Raven, W. Dietr. & Stubbe mô tả khoa học đầu tiên năm 1979.